# Integrierte Gesamtschule Ernst Bloch
Die Integrierte Gesamtschule Ernst Bloch (auch Integrierte Gesamtschule Ludwigshafen-Oggersheim (IGSLO)) ist eine integrierte Gesamtschule, die im Stadtteil Oggersheim der rheinland-pfälzischen Stadt Ludwigshafen am Rhein liegt. Die nach Ernst Bloch benannte Schule wurde 1980 gegründet und bietet seitdem eine Bildung von der 5. bis zur 13. Klasse an.

## Integrative Schule
Die Schule ist eine integrative Schule. Schülerinnen und Schüler werden unabhängig von ihrer sozialen Herkunft, ihrem Geschlecht, ihrer kulturellen oder religiösen Zugehörigkeit oder eventuellen Beeinträchtigungen gemeinsam unterrichtet und nach ihrem individuellen Leistungsstand gefördert und gefordert.

## Profil
Die Schule hat ein musisches Profil. Sie bietet den Schülern die Möglichkeit, im Rahmen des regulären Unterrichts oder in Wahlpflichtkursen Musik, Kunst oder Theater zu wählen und sich in diesen Bereichen zu vertiefen. Der Instrumentalunterricht wird von qualifizierten Musiklehrern geleitet.
Es werden die Fremdsprachen Englisch, Französisch, Spanisch oder Latein angeboten. In Zusammenarbeit mit der Hochschule Ludwigshafen wird ein Teil des Englischunterrichts bilingual unterrichtet.
Die Schule arbeitet eng mit Eltern, außerschulischen Partnern und der Stadt Ludwigshafen zusammen.